# Тиршорень
Тиршорень, Тиршорені (рум. Târșoreni) — село у повіті Прахова в Румунії. Входить до складу комуни Штефешть.
Село розташоване на відстані 92 км на північ від Бухареста, 37 км на північ від Плоєшті, 49 км на південний схід від Брашова.

## Населення
За даними перепису населення 2002 року у селі проживали 175 осіб, усі — румуни. Усі жителі села рідною мовою назвали румунську.